# 大塘镇 (平塘县)
大塘镇，是中华人民共和国贵州省黔南布依族苗族自治州平塘县下辖的一个乡镇级行政单位。
2014年2月13日，贵州省人民政府批复同意平塘县部分乡镇行政区划调整，新设置的大塘镇辖原大塘镇、新塘乡，镇人民政府驻西关村。

## 行政区划
大塘镇下辖以下地区：
第一社区、西关村、新场村、平坡村、胜安村、谷坝村、里中村、洋方村、新光村、新营村、水沟村、民联村和公峨村。